# Xinglong-observatoriet
Xinglong-observatoriet (förenklad kinesiska: 兴隆观测基地; traditionell kinesiska: 興隆觀測基地; pinyin: Xīnglóng Guāncè Jīdì), är ett observatorium beläget i de södra delarna av Yanbergen i provinsen Hubei i Kina.
| 31196 Yulong       | 24 december 1997 |
| 48799 Tashikuergan | 8 oktober 1997   |
| 58418 Luguhu       | 26 januari 1996  |